# El Lisickij
El Lisickij (Эль Лисицкий), vlastním jménem Lazar Markovič Lisickij (Лазарь Маркович Лисицкий) (23. listopadu 1890 Počinok – 30. prosince 1941 Moskva) byl ruský a sovětský výtvarný umělec. Byl malíř, architekt, designér, učitel, architekt, typograf a fotograf. Patřil k nejdůležitějším osobnostem ruské avantgardy počátku 20. století, spolu se svým učitelem Kazimirem Malevičem založil umělecký směr suprematismus. Pro Sovětský svaz navrhl četné výstavní expozice a propagandistické materiály. Jeho práce ve značné míře ovlivnila Bauhaus, konstruktivismus a hnutí De Stijl. Experimentoval s produkčními technikami a stylovými prostředky, které později ovládly grafický design 20. století.
Celá Lisického kariéra byla ve znamení jeho víry v umělce jako prostředníka změny, později zformulována jeho prohlášením: das zielbewußte Schaffen (Tvorba záměr směřování). El Lisickij jako Žid začal svou kariéru ilustrováním jidiš dětských knih ve snaze povznést židovskou kulturu v Rusku, v době, kdy země procházela velkými změnami a rušila antisemitské zákony. Ve svých patnácti letech začal učit, v čemž různými způsoby pokračoval po většinu života. Během let učil na různých pozicích, školách a uměleckých uskupeních, myšlenky rozšiřoval a předával v razantním tempu. Toho se držel když pracoval společně s Malevičem na vedení suprematistické výtvarné skupiny UNOVIS, když připravoval různé vlastní suprematistické série, Prouny, a dále i v roce 1921, kdy přijal pozici ruského kulturního velvyslance ve výmarském Německu, kdy ovlivňoval a spolupracoval s důležitými osobnostmi Bauhausu a hnutí De Stijl. Ve zbývajících letech přinesl významné inovace na poli typografie, výstavnictví, fotomontáže a knižního designu, které mu přinesly mezinárodní uznání. Pokračoval i v roce 1941, kdy téměř na smrtelné posteli navrhl jednu ze svých posledních známých prací – sovětský propagandistický plakát vyzývající lid, aby vyrobil více tanků pro boj proti nacistickému Německu.
Zemřel na tuberkulózu.

## Umělecká inspirace

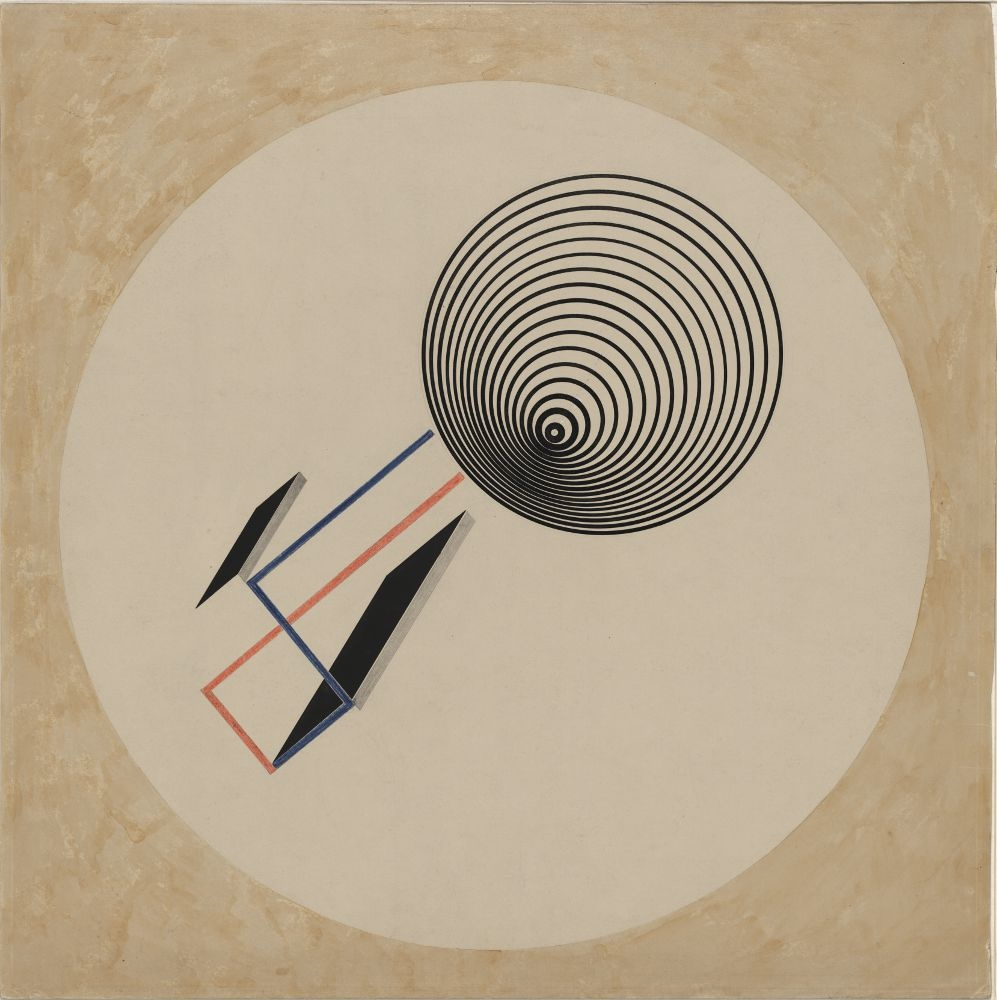
Proun, asi 1923

V roce 1919 Lisickij přijal nabídku Marca Chagalla stát se profesorem na Lidové škole umění ve Vitebsku. Nejprve se na něm Chagallův vliv silně odrazil, ale po období impresionismu, primitivismu a kubismu se postupně přiklonil k myšlenkám Kazimíra Maleviče, dalšího učitele na škole, malíře a teoretika umění. Kolem roku 1915 suprematismus definitivně odmítá imitaci přírodních tvarů a zaměřuje se na obecné geometrické formy. Stejně tak Lisickij opouští zobrazování předmětu, zatímco ale Malevičovy kompozice jsou ploché, vrcholné Lisického obrazy mají zřetelný konstruktivistický smysl. V roce 1919 se přidal ke skupině UNOVIS vedené Malevičem. Skupina pracovala mimo jiné na suprematistickém baletu a vlivné futuristické opeře Vítězství nad Sluncem. Skupina se rozhodla sdílet zodpovědnost za své dílo a její členové podepisovali svá plátna černým čtvercem. V roce 1922 se skupina rozpadla.
Vrcholem Lisického výzkumu prostorových elementů jako visuálního jazyka suprematismu jsou jeho „prouny“, kompozice těles ovládajících prostor a ne pouze obývajících plochu, používá posuny os a vícenásobné perspektivy, obojí jinak prvky suprematismu cizí. Po roce 1924 začal Lisickij více experimentovat s fotografií, typografií, výstavnictvím a grafickým designem.

## Fotografie
Lisickij objevil fotografii nejdříve prostřednictvím typografie. Jeho první prací byla v nouzi přijatá zakázka na sérii reklamních obrazů na kancelářské potřeby Pelikán. Snímky pořizoval starým aparátem svého tchána formátu 13x18cm a dál je zpracovával do fotomontáže. V roce 1924 ve Švýcarsku vznikla jeho nejznámější fotomontáž Konstruktér - vlastní portrét, kompozice dvou slévajících se obrazů vyzařující tvůrčí energii.
Lisickij hojně uplatňoval fotografii ve své výstavní tvorbě. Jako první používal fotomontáže na plochách celých panelů a stěn, stejně jako při tvorbě Prounů veden hlavně snahou ovládnout a organizovat prostor. Vrcholem této snahy byl sovětský pavilon Mezinárodní výstavy tisku v Kolíně nad Rýnem v roce 1928 kde společně se S. Seňkinem vytvořil monumentální fotografický vlys komponovaný z několika desítek fotografií tvořících rytmicky uspořádaný proud obrazů, svou dynamikou odpovídající soudobým filmům Pudovkina, Vertova a Ejzenštejna. Také jeho grafická úprava časopisů a alb užívá principů filmové montáže, jednotlivá čísla zpracovával jako souvislý obrazový děj.
Když v druhé polovině 30. let v ruském umění dynamiku a nadšení prvních sovětských let vystřídala strnulá idealizace vlastní Sorele, Lisickij se usilovně snažil nějakým způsobem nový směr rozvinout, ale bez valných výsledků.
Lisického fotomontáže byly většinou prosté, ale o to víc metaforické. Lisickij byl spíš než fotografem režisérem a architektem fotografie, využíval její prostředky aby vytvořil svébytná umělecká díla.

## Tvorba
- Kniha Russland z roku 1930
- Kniha Umělecké ismy (spolupráce s H. Arpem)
- Kniha Siches chulin (Světské povídání) (1917)
- Návrh horizontálního mrakodrapu (nezrealizované)

## Zastoupení ve sbírkách
- Art Institute of Chicago, Chicago, Illinois, USA[2]

## Galerie

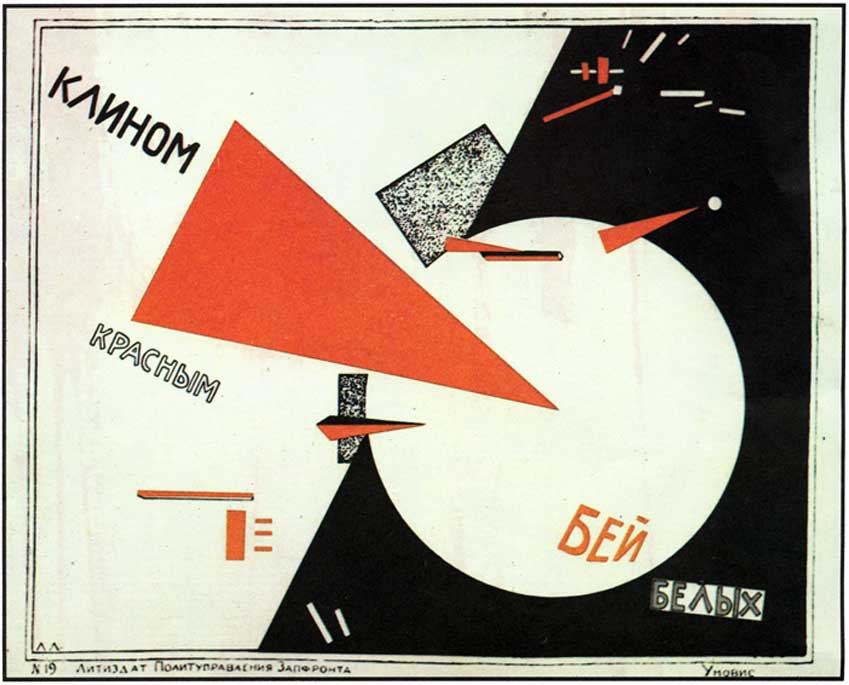
Klínem rudým bij bílé, 1919
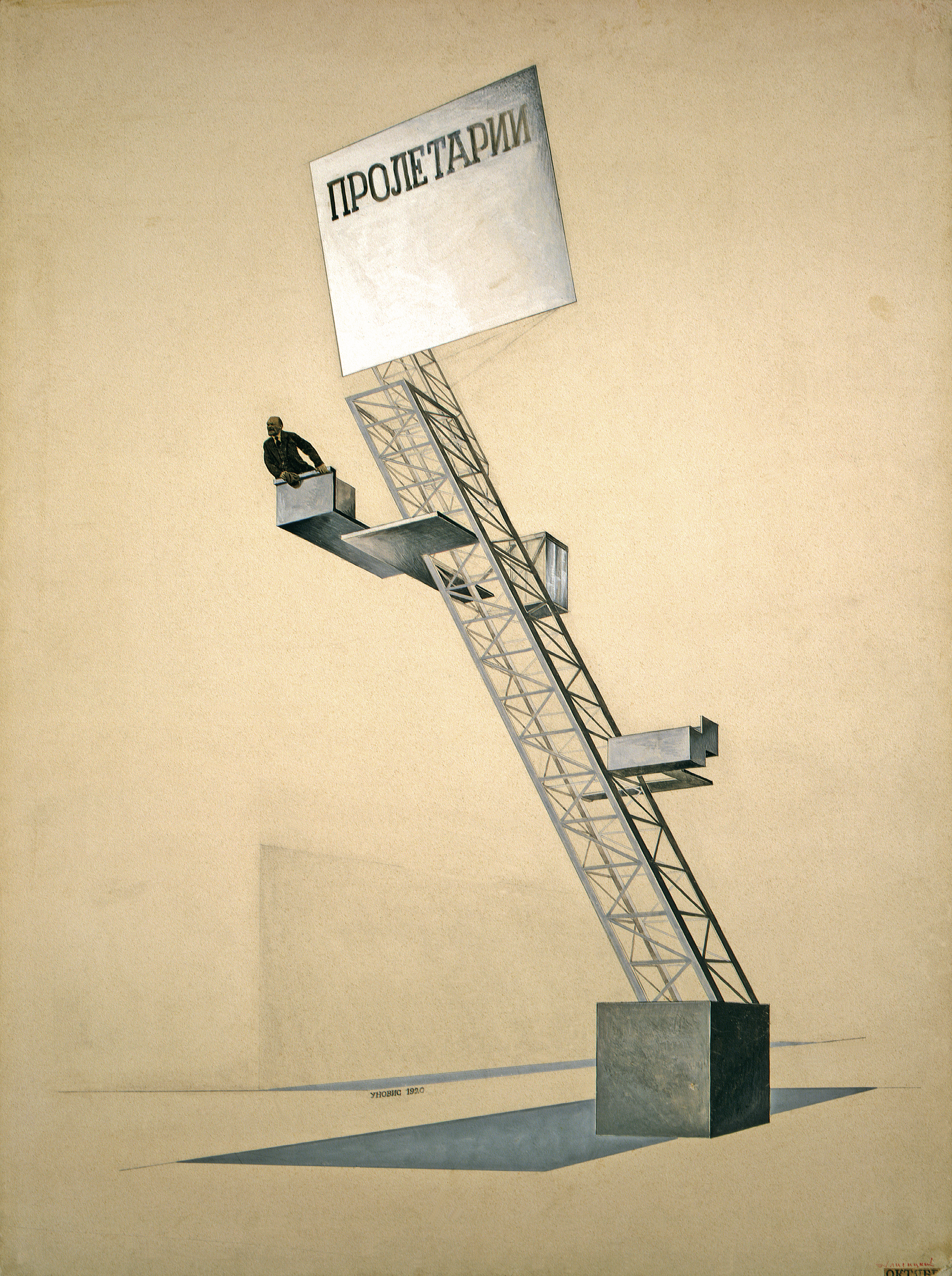
Leninova tribuna, 1920
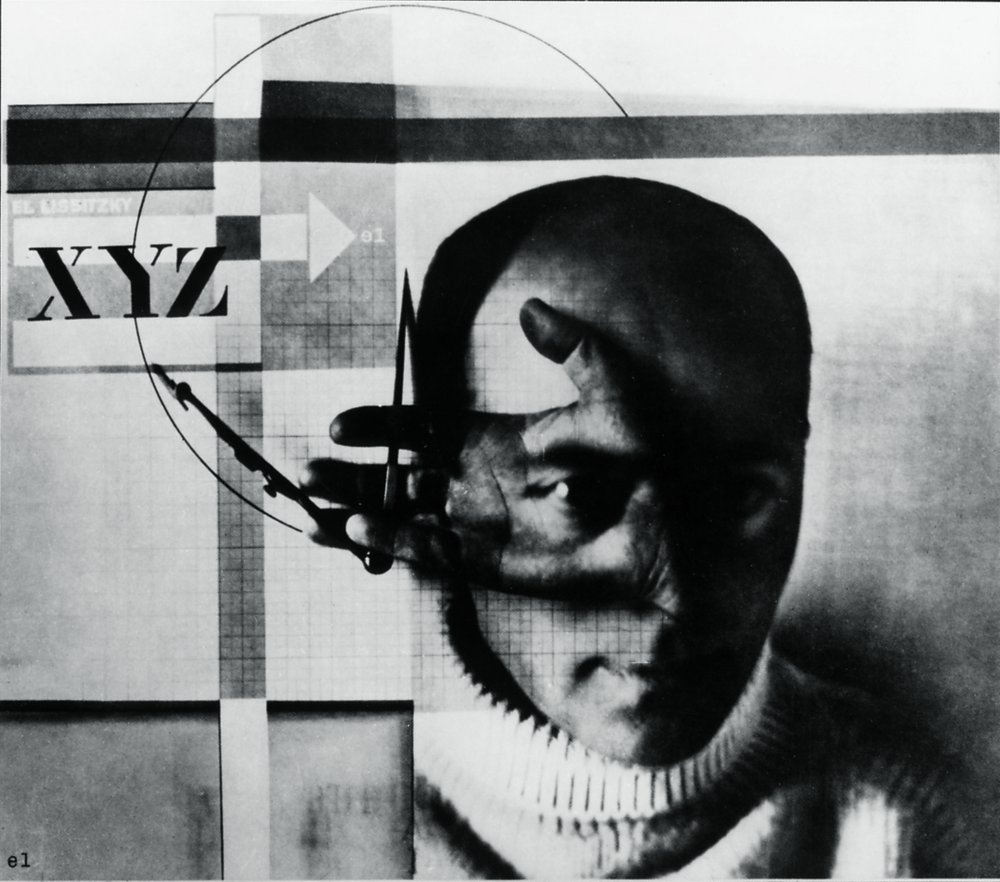
Autoportrét Konstruktér, 1924
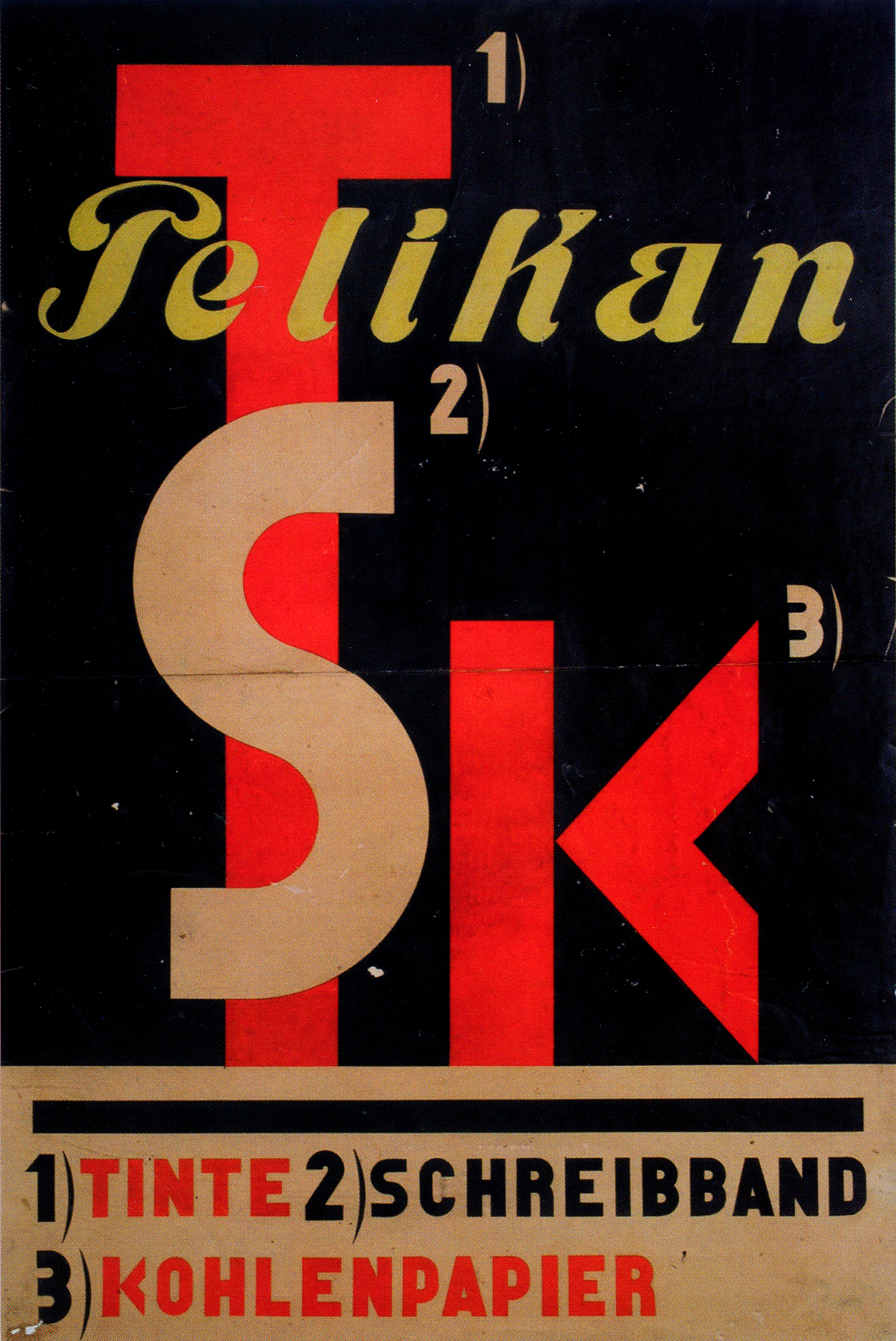
Plakát pro firmu Pelikan, 1924
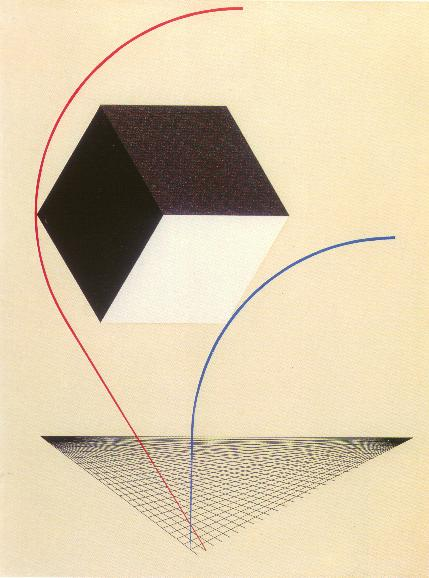
Proun, asi 1925
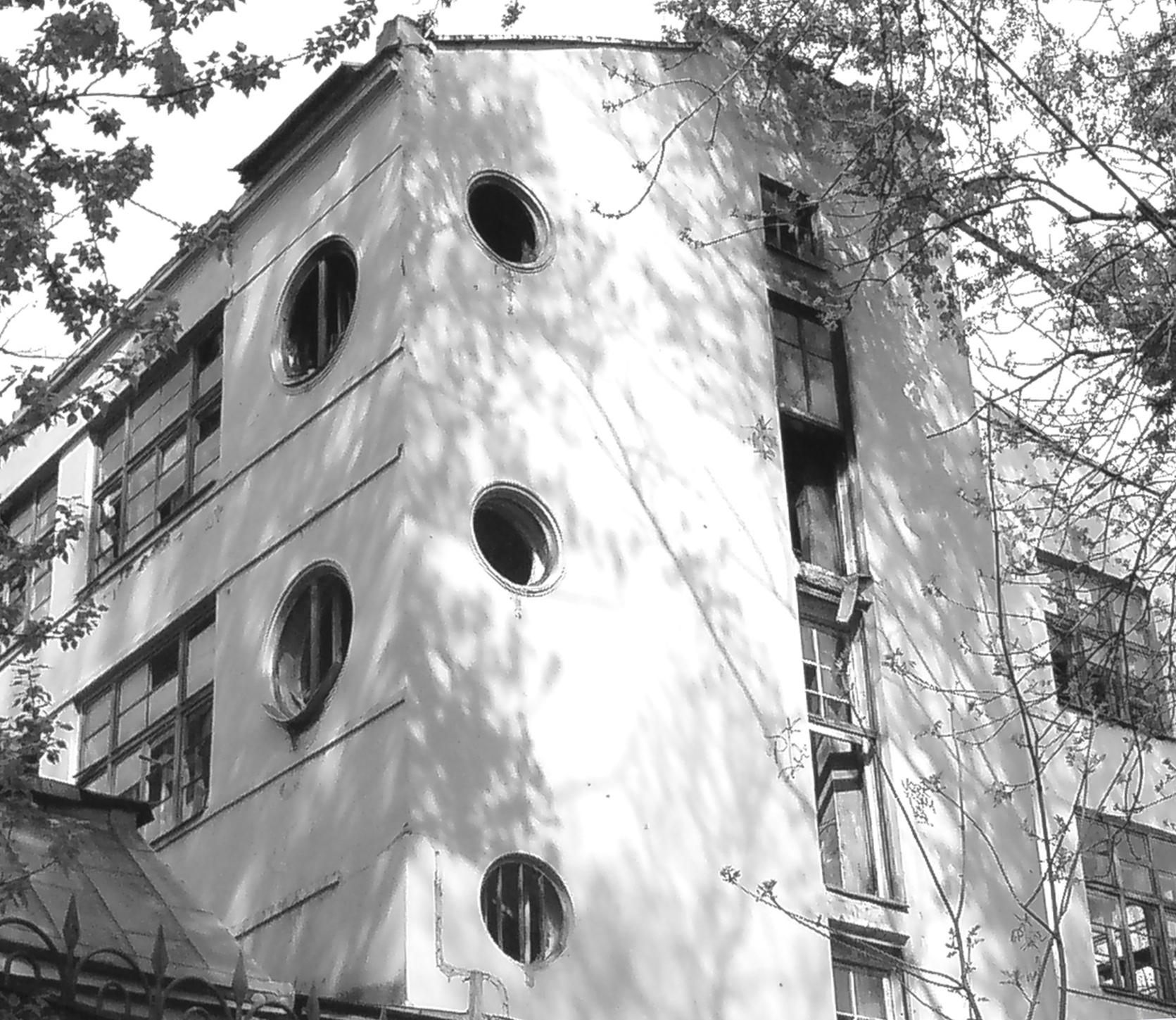
Budova postavená podle návrhu Lisického, kterou využívala redakce časopisu Ogoňok, 1928
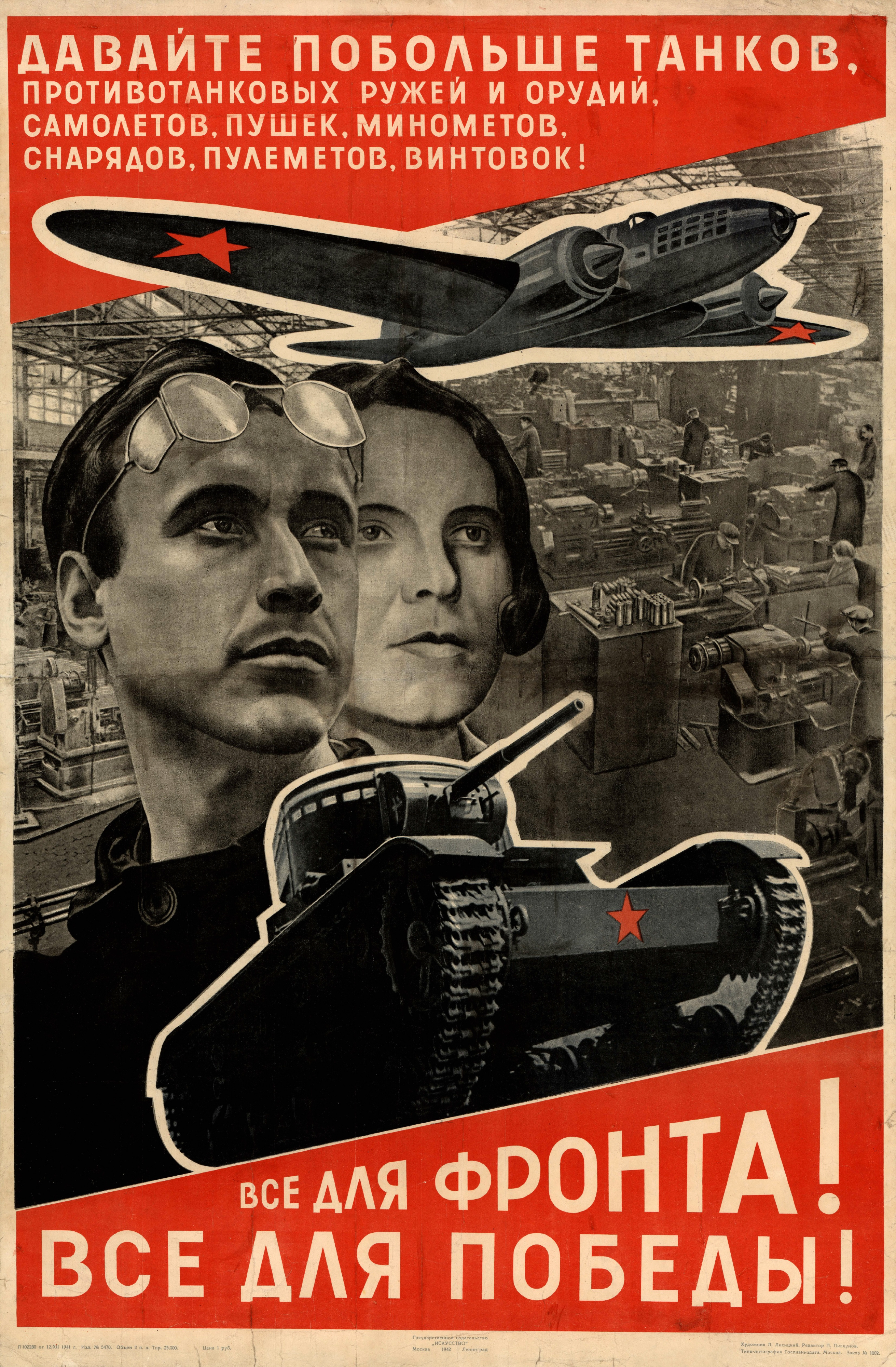
Vše pro frontu, vše pro vítězství, 1941